# Rattus pyctoris
Espèce
Statut de conservation UICN

 LC  : Préoccupation mineure
Rattus pyctoris est une espèce animale de la famille des Muridae. C'est un rat d'Asie centrale, vivant de l'Afghanistan à la Chine, de 1200 à 4500 mètres.